# Mukbilat Hasan Agha
Mukbilat Hasan Agha – wieś w Syrii, w muhafazie Aleppo, w dystrykcie Manbidż. W 2004 roku liczyła 578 mieszkańców.